# San Pietro di Castello (eiland)

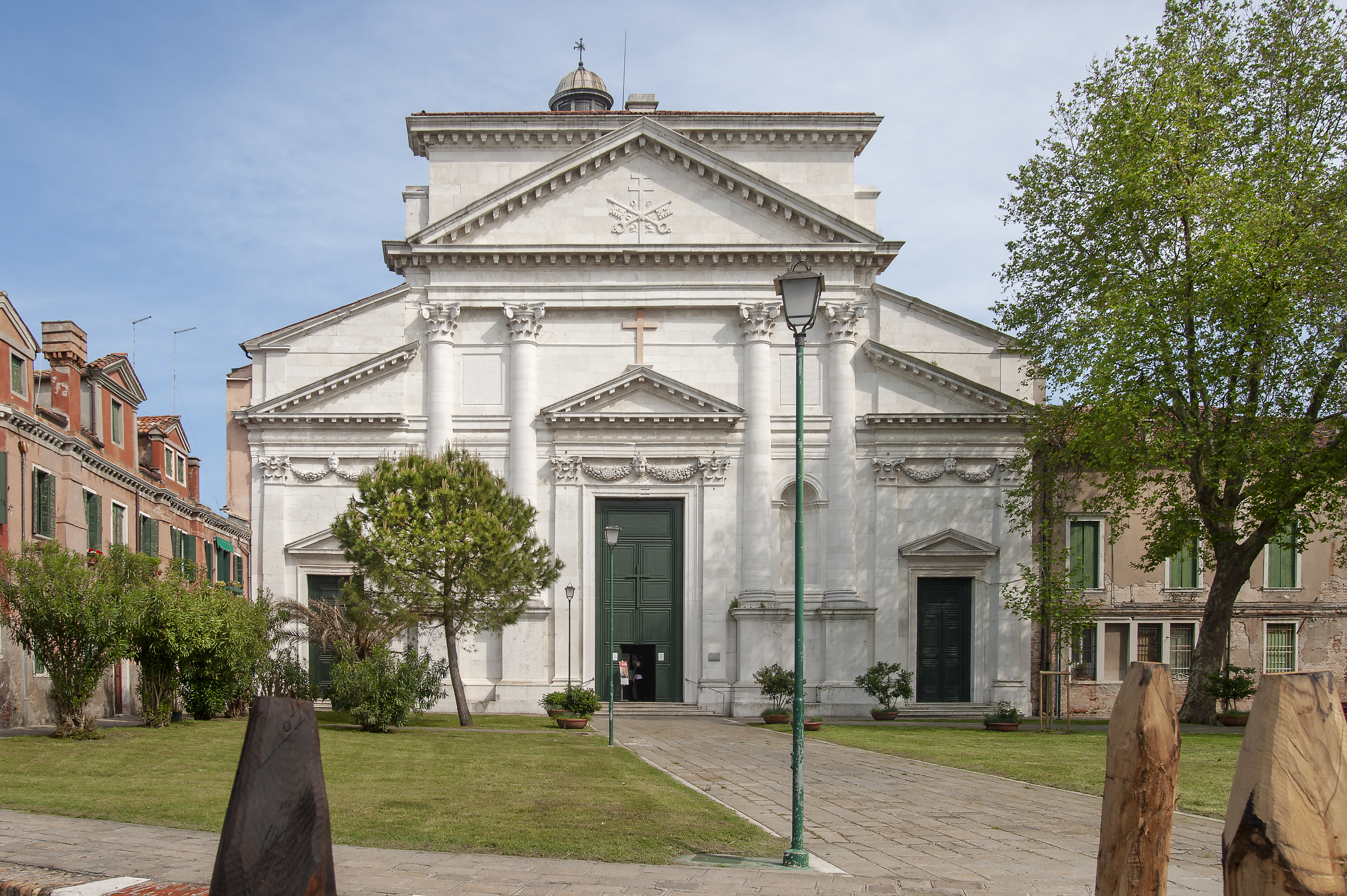
De kerk San Pietro di Castello op het eiland

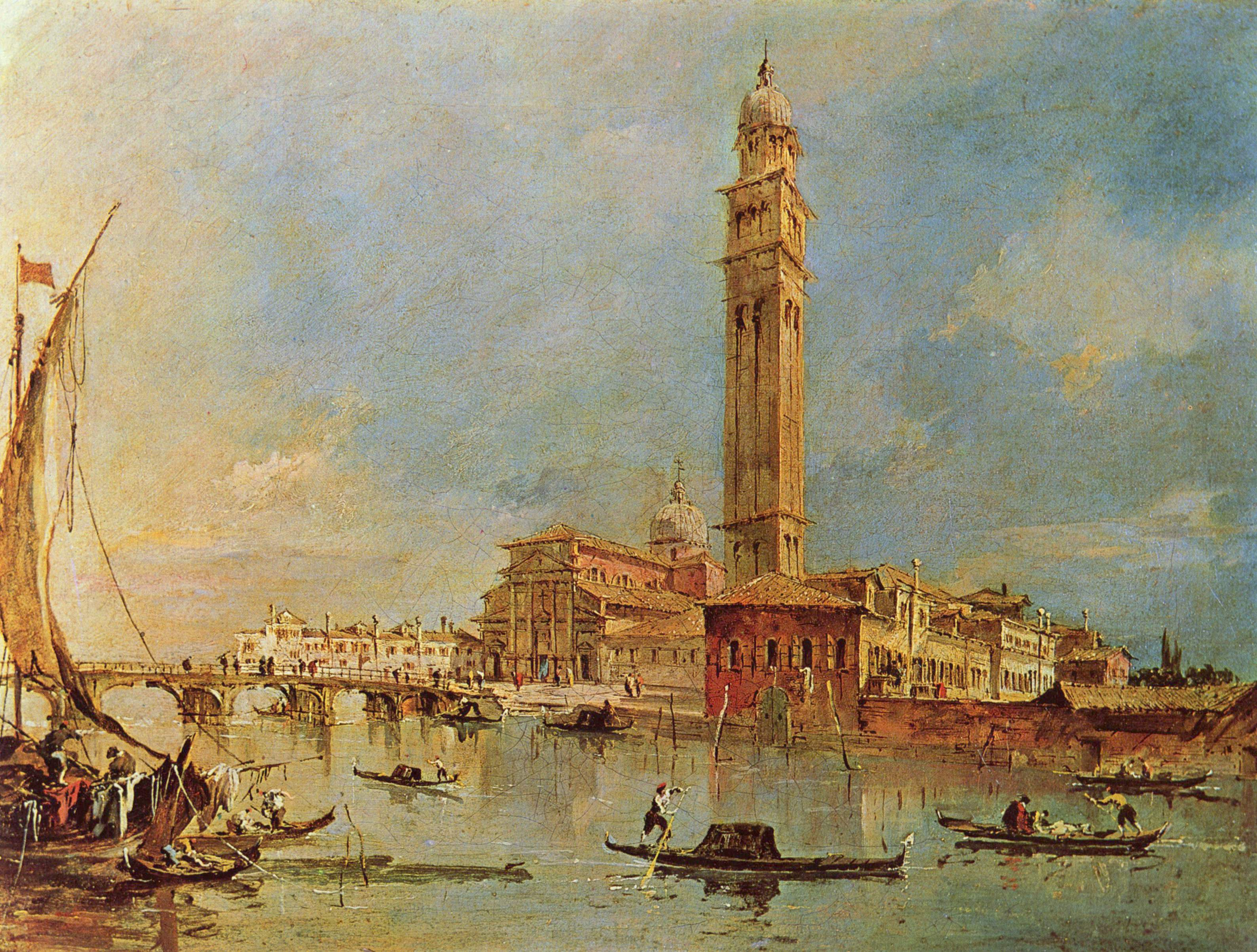
Zicht op San Pietro di Castello, door Francesco Guardi

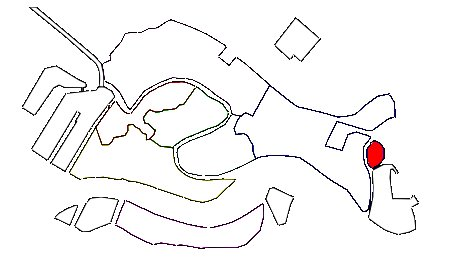
San Pietro di Castello weergeven in de kaart van Venetië

San Pietro di Castello, voorheen Olivolo, is een eiland in de Lagune van Venetië en is daarmee een deel van de sestiere Castello. Het eiland is verbonden met de hoofdeilanden door middel van twee bruggen.

## Geschiedenis
Het eiland was eerst de bouwplek van een kasteel in de 6de eeuw, waarnaar het eiland en de sestiere later vernoemd zijn. In de 7de eeuw werd dit de plek waar de bisschop van Venetië verbleef en behield deze status tot 1807. De kerk van San Pietro is de belangrijkste attractie, maar er bevinden zich ook nog een Campanile en de tuin van de Campo San Pietro.